# Pierremont
Pierremont település Franciaországban, Pas-de-Calais megyében. Lakosainak száma 326 fő (2022. január 1.). Pierremont Fleury, Beauvois, Bermicourt, Croix-en-Ternois, Hernicourt, Humières és Wavrans-sur-Ternoise községekkel határos.

## Népesség
A település népességének változása:
| Lakosok száma | 285  | 274  | 291  | 292  | 301  | 308  | 316  | 328  | 326  |
|               | 2013 | 2015 | 2016 | 2017 | 2018 | 2019 | 2020 | 2021 | 2022 |